# Domenico Vicini
Domenico Vicini (Finale Ligure, 1º settembre 1971) è un tennista sammarinese.

## Carriera
Alto 188 cm per un peso di 80 kg, non è un giocatore professionista, ma svolge la professione di insegnante di tennis.
Raggiungendo la finale del torneo di doppio del Genoa Open Challenger, in coppia con Stefano Galvani, è diventato il primo sammarinese nella storia ad entrare nel ranking ATP.
Detiene il record di spareggi giocati in Coppa Davis: 70, quattro in più di Nicola Pietrangeli, a cui apparteneva precedentemente il primato. Ha raggiunto il prestigioso record nel 2007 nel match contro l'Islanda, con una vittoria 6-0 6-0 ai danni di Andri Jonsson.
Ha partecipato a numerose edizioni dei Giochi dei Piccoli Stati d'Europa, conquistando 7 podi, ma nessuna vittoria:
- Islanda 1997: medaglia d'argento nel doppio (con Christian Rosti).
- Liechtenstein 1999: medaglia di bronzo nel doppio (con Gabriel Francini).
- San Marino 2001: medaglia di bronzo nel singolo.
- Malta 2003: medaglia di bronzo nel doppio (con Christian Rosti).
- Monaco 2007: medaglia d'argento nel doppio (con Stefano Galvani).[4]
- Cipro 2009: medaglia d'argento nel doppio (con Stefano Galvani).[5]
- Liechtenstein 2011: medaglia d'argento nel doppio (con Stefano Galvani).

Nel 2012, durante una cerimonia a Praga per la centesima edizione della Coppa Davis, ha ricevuto un prestigioso riconoscimento dall'International Tennis Federation, quale giocatore con il maggior numero di incontri disputati nel torneo.
Il 17 luglio 2019 è diventato il tennista più anziano a vincere un match in Coppa Davis. Vicini, a 47 anni e 318 giorni d'età ha battuto nel match del Group IV tra San Marino e Kosovo il classe 1998 Genc Selita con il punteggio di 6-3 4-6 6-3. Il giorno successivo, nella sfida contro l'Andorra, batte anche Eric Cervos Noguer con il punteggio di 6-3 7-6.
Torna in campo nel 2022 e ritocca il suo record di anzianità con una vittoria in doppio a fianco di Marco De Rossi contro l'Albania. Viene poi sconfitto insieme a Simone De Luigi nella sfida contro l'Islanda.